# Четыре гармоничных животных
Сказка о четырёх гармоничных животных, четырёх гармоничных друзьях или четырёх гармоничных братьях (стандартный тибетский язык: མཐུན་པ་སྤུན་བཞི། (Вайли: mthun pa spun bzhi или Вайли: mthun pa rnam bzhi)) — одно из сказаний Джатаки, часть буддийской мифологии, и часто является сюжетом в произведениях бутанского и тибетского искусства. Это, пожалуй, самая распространенная тема в бутанском народном искусстве, изображённая на многих храмовых фресках, ступах и в качестве декоративного узора на многих предметах домашней утвари. Это самая известная национальная народная сказка Бутана, популярная в Тибете и Монголии — она широко известна в этих культурах.

## Сюжет

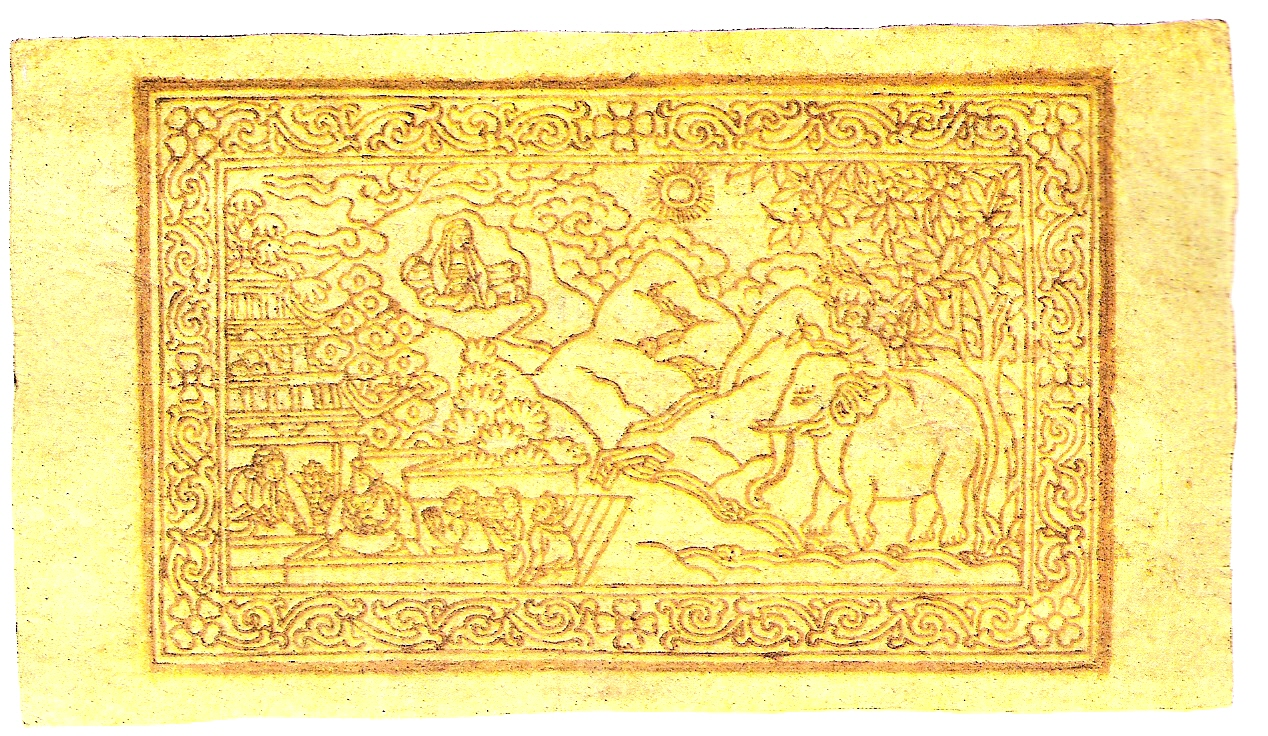
Оборотная сторона тибетской банкноты номиналом 25 там, датированной 1659 годом тибетской эры (= 1913 г. н. э.). Справа представлены четыре гармоничных животных.

Популярная сцена, часто встречающаяся в виде настенных росписей в тибетских храмах, изображает слона, стоящего под фруктовым деревом и несущего друг на друге обезьяну, зайца и птицу (обычно куропатку, но иногда тетерева, а в Бутане — птицу-носорога). Эта сцена отсылает к легенде, в которой рассказывается, что четыре животных пытались выяснить, кто из них самый старый. Слон сказал, что дерево уже было полностью выросшим, когда он был молод, обезьяна — что дерево было маленьким, когда он был молод, заяц — что он видел дерево саженцем, когда был молод, а птица утверждала, что она выбросила семечко, из которого выросло дерево. Таким образом, птица была признана остальными животными как самая старая, и четыре животных жили вместе, помогая друг другу наслаждаться плодами дерева. После завершения истории выясняется, что куропатка была Буддой в прошлой жизни. Эта история была задумана как иллюстрация взаимопомощи и уважения к старшим, и была рассказана Буддой после того, как некоторые из его учеников не оказали должного уважения старшему ученику Шарипутре. Иногда в сказке также рассказывается о животных, соблюдающих пять заповедей и обучающих им других. Одной из древнейших сохранившихся форм этой истории является версия на языке Пали, называемая Tittira Jataka.

## Темы

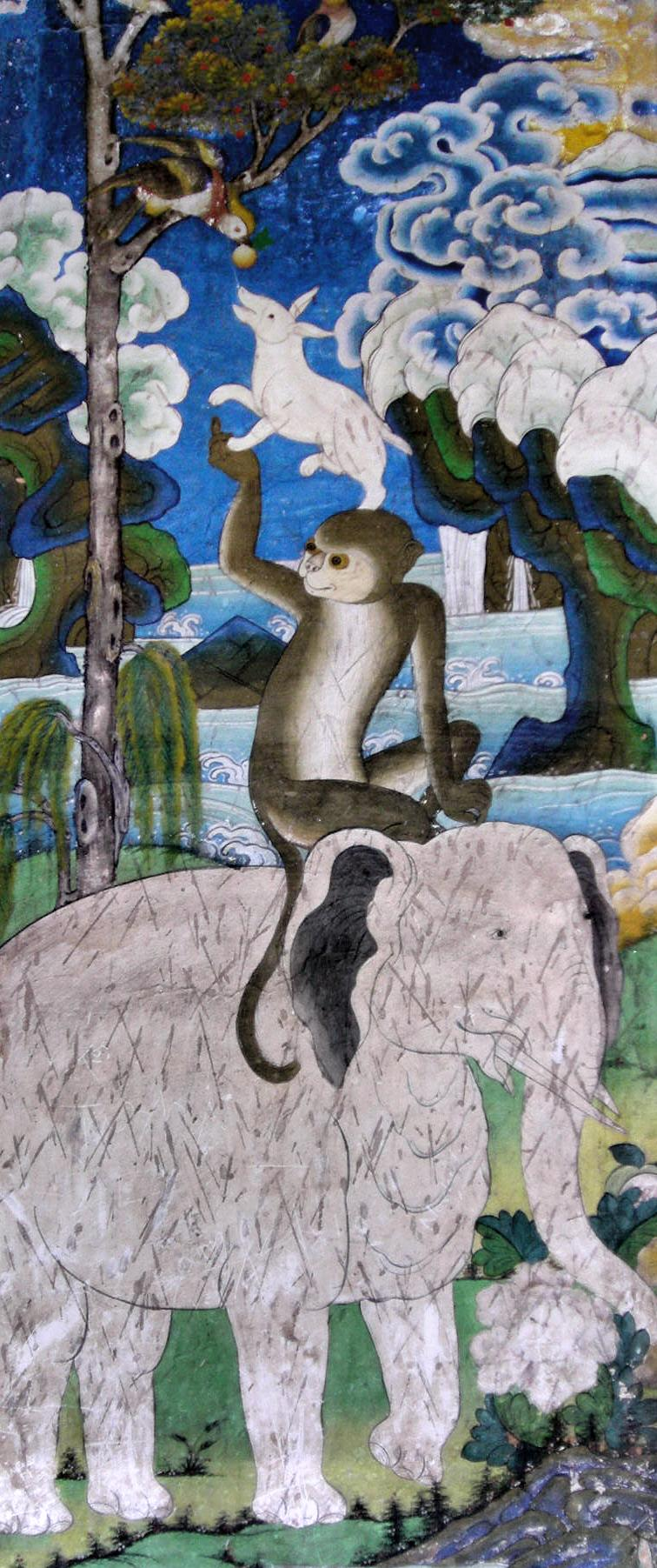
Настенная роспись, Сикким

Гармония в общине и уважение к старшим — вот главная мораль этой истории. Такой вид уважения контрастирует с «Иерархией доминирования» в соответствии с силой, размером и властью, то есть, больше всего уважают куропатку, а не слона. Хотя Будда иногда преуменьшал значение уважения к пожилым людям только за их возраст, в этой истории он показывает, что пожилого человека всё же следует уважать за его опыт, потому что, как отмечает Тачибана, «зрелость лет обычно является признаком большого опыта». Однако эта история привела к созданию нескольких правил поведения в отношении уважения к старшинству в контексте монашеской жизни, в которой количество лет посвящения в монахи (Санскр.: bhikṣu; Пали: bhikkhu) измеряется, прежде всего, возрастом. Буддийский монах Тханиссаро Бхикку так объясняет связь между уважением к старшинству и гармонией, опираясь на историю: «Иерархия, основанная на старшинстве, однако, является объективной и, в конечном счете, менее деспотичной: место в иерархии не является мерилом ценности человека. Такая иерархия также препятствует гордыне и соперничеству, которые могли бы возникнуть, если бы бхиккху могли пробиваться вверх по иерархии, превзойдя измеримые заслуги других».
Четыре животных символизируют различные места обитания животного мира — небо, деревья, землю и подземный мир. Куропатка берет на себя роль самого старшего животного: в древней Индии куропатка высоко ценилась за свой интеллект и способность понимать язык. Выбрасывание семечка дерева уместно, поскольку считается, что некоторые индийские деревья прорастают только тогда, когда семечко выкидывает птица, что еще больше усиливает концепцию сотрудничества и взаимопомощи. Образ животных, стоящих друг у друга на плечах, на спине терпеливого слона, также изображает социальную и экологическую гармонию: птица находит семечко и сажает его, затем кролик поливает его, а обезьяна оплодотворяет. Когда семечко прорастает и начинает расти, слон защищает его. Через некоторое время маленькое растение вырастает в большое, красивое дерево, полное здоровых плодов. Работая вместе и используя свои индивидуальные таланты, четверо друзей смогли добраться до плодов и насладиться ими.

## Происхождение
Основным источником буддийской легенды о четырёх гармоничных братьях является Винаявасту (Wylie: 'dul ba’i gzhi), которая составляет первый раздел Ганджура, канона тибетского буддизма. В канонах других буддийских традиций, например, в Палийском каноне буддизма Тхеравады, а также в текстах орденов Махасангхика, Муласарвастивада и Сарвастивада, в сборниках Винайи и Джатаки встречается почти одна и та же история. Однако ордена Дхармагуптака и Махишасака не считали эту историю частью Джатаки и включили ее только в свои Винаи. Бхиккху Аналайо считает, что первоначально эта история считалась не описанием предыдущей жизни Будды, а дидактической притчей, которую рассказывал Будда.